# 中央合唱団

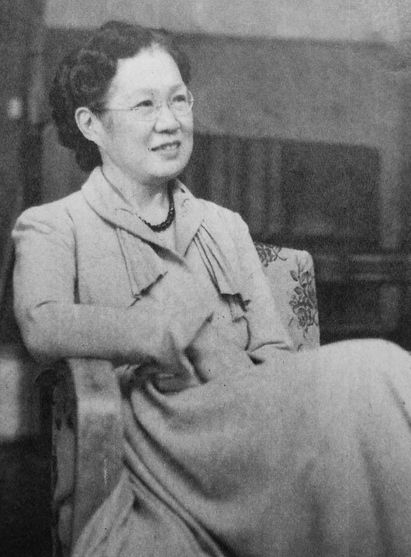
中央合唱団創立者・団長 関鑑子

中央合唱団（ちゅうおうがっしょうだん）は、うたごえ運動の創始者である関鑑子が、日本共産党員として同党の方針に従い、1948年に創立した合唱団である,,。

## 特色
中央合唱団は、うたごえ運動の首都圏における中心合唱団（センター合唱団）として、「赤旗まつり」をはじめとする日本共産党主催行事や「日本のうたごえ祭典」に出演し、関連楽曲のレコード録音を行った。1951年制定の行動綱領には「反戦平和、日本民族の解放、民主・人民政府樹立」の趣旨を明記し、創立時より一貫して、関鑑子の音楽監督・技術指導のもとに、日本共産党の文化政策を実践した。
1949年1月22日、日本共産党に入党した女性ピアノ奏者と女性ヴァイオリン奏者、各1名が同党本部を訪れたことが、同党中央機関誌「アカハタ」1月25日号の記事で報じられた。関鑑子は記事の中で「青共の合唱団」（後述の「日本青年共産同盟中央合唱団」を指す）に言及し、同団が、ブルジョア楽壇とは異なる「日本共産党だけができる音楽活動」を、日本全国に普及する役割を果たすべき旨を語った。
| “音楽の道はひとすじ” 若き女性二人 － かなでる “入党二重奏” 若い女性の音楽家が二人、このほど共産党に入党した。ピアニストの川村登代子さん（東洋音楽学校卒）とヴァイオリニストの矢野ヒロエさん（東京音楽学校卒）の二人で、ブルジョア楽壇にあきたらない気持ちから、これまで中野区鷺宮居住の青共文工隊を指導してきたが、こんど入党するに至ったもの。22日、代々木の本部を訪れ、「わたしたちの愛する音楽をほんとうに人民のものにしたいのです。そのためにつとめることで、わたしたち自身も成長できると思います」と、こもごも語った。川村さん、矢野さんの入党について、関鑑子さんはつぎのように語った。 「お二人とも有望な方で、大変うれしいことです。このお二人だけでなく、多くの若い女性の音楽家が入党して活動しています。また青共の合唱団の第1期生十数名も、それぞれ音楽活動家として全国にちらばって活動しています。この若い方たちの絶え間ない音楽技術の研究と大衆文化の実践を、ひろく正しく知っていただいたら、ブルジョア楽壇にあきたらないでいる若い優れた音楽家がきっと続々入党するでしょう。わたしたちは、党だけができる音楽活動について、もっともっと全楽壇に呼びかけなければいけないと思います」[4]。 |

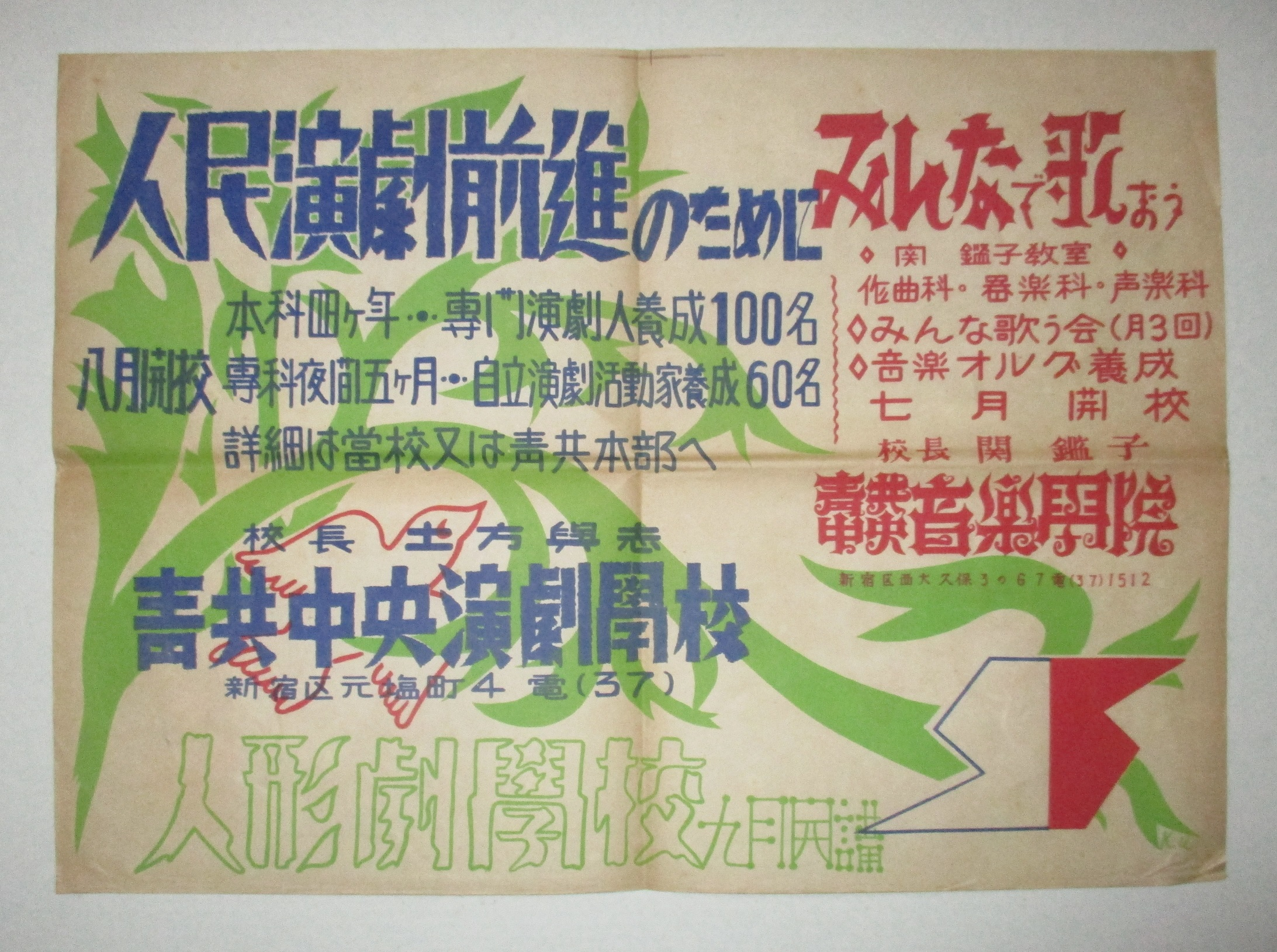
日本青年共産同盟中央音楽学院「みんなで歌おう～関鑑子教室」開校宣伝ポスター（東京 1948年）

1956年5月31日、団長の関鑑子はモスクワで、スターリン平和賞授与式に出席した。その後、同地より中央合唱団に宛てた6月13日付の書信において、日本のうたごえ運動の展望と同団の思想性について、次のように記している。
| 私たちの一線 ― 貫かれているものはつねに、みんなで決めた綱領・規約です。中央合唱団も日本のうたごえも、たしかに私の提唱によって誕生しました。しかしみんなで約束したものとなったら、みんな同じ思想 ― で実践が貫かれてゆくように、お互いに助け合わなくてはならないと思います。みんなの中に深さ浅さ、考え方の中にも様々あるのが当然です。それゆえにこそ、みんなで同意できる約束を公然と約束するのです。私たちはいかに多角であっても、一角は固く結ばれた同志であることは、この約束を生かすということで明らかとなります。中央合唱団は当初から約束を変えません。思想も行動もますます発展してゆくと思いますが、そのために出発点が変わるということはありません。中央合唱団と同じ希望と実践を約束する合唱団が、日本の中に増えてゆくことは何という頼もしいことでしょう。ますます中央合唱団の責任と期待は大きくなるでしょう。日本のうたごえ運動の果てしもない広がりのためには、このことが大切なのです[5]。 |
1960年末、「アカハタ」紙上に、中央合唱団が果たした役割について、日本共産党中央委員会の公式見解が表明されている。
| 働く者の幸せを求める勤労人民の闘いの中で、怒りと憎しみと喜びを合唱によって、共通の感動を生みだし、連帯意識の自覚を強めながら、「うたごえ運動」は発展し続けてきた。［…］ここで中央合唱団の果たした役割は特筆すべきものがある。団は、現代の社会情勢を踏まえて、戦前のプロレタリア音楽運動の遺産を勤労人民大衆の中に継承し、発展させることを目標に普及と創造活動を行い、これが「うたごえ運動」の核になり、今日の発展の原動力となった。［…］日本のうたごえ運動はいま、新しい発展の段階にある。当面の課題は、日本人民の巨大な運動の前進とともに、これからのうたごえ運動をどのように進めていくか、ということである。人民の諸闘争と結合し、発展させることと、諸闘争に奉仕することは、先進的な活動家の主要な任務である。未組織労働者の中へうたごえを拡大することは、うたごえ運動の発展における新しい威力となる。［…］無数のうたごえ活動家を思想的、政治的、芸術的に高め、職場、地域に育てあげることは、今日実際的に必要に迫られている。［…］さらに新しいうたごえ活動家の育成は、党の文化活動、大衆活動の発展にとってきわめて重要である[6]。 |
1971年2月1日、関鑑子は中央合唱団総会の挨拶で、同団とその主宰者である自らの任務について、次のように述べている。
| 中央合唱団というのは芸術団体です。皆さん、そう思っていましたか？私たちはもっとも民主的な労働者を主体とした芸術の団体です。［…］私は中央合唱団主宰者という何だか縁の遠いような名前ですけど、中央合唱団についての芸術諸問題は私が責任もっております。［…］芸術活動というのは、理論活動や説得活動にはない、別の大きな組織力をもっています。というのは、一人の音楽家 － 私も独唱家だったのですが、三千人の聴衆の前で独唱する時に、その独唱の意義を唱え、今日いらした三千人の方は全部私の後援会に入ってください、などと言ったことは一遍もありません。ただ歌うだけです。この歌は、非常に魅力があれば皆さんは大変喜んで、次から次へと演奏を依頼されます。私は音楽学校を卒業して21歳でしたが、全国的に、外国にまで演奏活動を数多くしましたから、歌のもっている威力に非常に大きい自信を感じます。それは音楽のもっている力です。音楽の力というものは非常に大きいものです。百万遍の演説よりも、ときにはもっと大きい力を発揮します。音楽の魅力は自分の心臓に直接に突き刺さるものです。音楽を聴く人たちがいろいろな理論で対立していても、いかなる思想をもっていようとも、それを突破して、私たちの歌の愛好者になることができます。私は音楽のもつ魅力というものに魅了されました。そして中央合唱団をつくる時、一人の声楽家がもつ力じゃなくて合唱のもつ力、しかも労働者であるみんなの心の声というものの魅力に多大の期待をもちました。そして一所懸命、皆さんと一緒に勉強したわけです。繰り返しますが、芸術活動は議論ではありません。その一番大切なのは心です。皆さんの言葉でいえば思想です。そのことをしっかりと覚えていてください。さて、今年のメーデーをうたごえで満たしたいというのが、今日のお話の主旨です。行列の中で非常にうたう方が少ないです。［…］皆さんの活動を期待します。メーデーの当日にうたごえの皆さんが、小さい本を片手に、一所懸命、皆さんに歌唱指導していますが、あれを日常的にやっていただきたいと思うんです。非常な困難がありますけれど、メーデーにメーデー歌をうたおう、という運動はいかなる政党もどんな労組も反対しないばかりか、みんな賛成します。［．．．］皆さんが日常的にいろいろな音楽を勉強したり、いろいろな新しいものを創作したり、いろいろな日本の民謡をやったり、すべては目的がハッキリとしているんです。目的なくして勉強しているんじゃなくて、非常にハッキリとした目的、日本は戦争をやらないんだ、日本人はまた戦争に行ってこの若い素晴らしい青年たちを戦争に送らない。そうですね、そのため私たちは一所懸命、平和運動をやっているんです。そういうものと結合して私たちは約束をもっていますね。「うたごえは平和の力」です。戦争のときには全音楽家は戦争のために協力することを、政府から強いられたんです。その時、ほとんどの音楽家はやむを得ずに、それに従いました。その中で私は頑張りました。そういう風に戦争に協力しない音楽家はステージに出さない、うたっちゃいけないといったんですけど、それでもいいから、私は戦争に協力しなかったんです。［…］ましてや今は、戦争にあなた方を絶対に出したくない、と思っています。皆さんも戦争のためにうたうよりは、戦争を防ぐためにうたっていく、そのために、やはりメーデーというのは、労働者の力を発揮するという意味で盛大にやったほうがいいし、そのメーデーの中では、皆さんのうたごえは、もっともっと高らかに響き渡ったほうがいいと思うんです。［…］あなた方がいつも、日本の平和と結合したところの日本のうたごえの拡大に自分たちの目的があるんだ、というこの大きい目的にむかって、ますます精進して、中央合唱団を立派なものにしていく、中央合唱団が立派になることによって、日本のうたごえ運動ならびに日本の音楽の水準というものは、非常に大きく発展していくと思っています。皆さまに一層大きい期待を寄せて、私の久しぶりのご挨拶を終わりたいと思います[7]。 |

## 歴史
- 1948年2月10日：関鑑子が日本共産党中央委員会の要請に応え、日本青年共産同盟の「中央コーラス隊」を母体として、中央合唱団を組織[1],[2],[3]。この日、日本青年共産同盟創立2周年記念集会（神田共立講堂）にて、約40名での合唱演奏を行ったことから、以後は2月10日が同団の創立記念日と定められた[8]。
- 1948年8月、中央合唱団、関西・中部公演（大阪・京都・神戸・奈良・名古屋）。中央合唱団の専従者を各地に派遣し、京都ひまわり合唱団、関西合唱団（大阪）、神戸青年合唱団、名古屋青年合唱団など、中央合唱団と活動趣旨を同じくする「中心合唱団（センター合唱団）」を、各地の主要都市に設立した[9]。
- 1949年6月、中央合唱団機関紙「うたごえ」創刊。
- 1951年8月、東京都新宿区の音楽センターが落成。以後、中央合唱団の主要拠点となる。
- 1960年4月17日、日本共産党主催「安保阻止総決起大会」（日比谷野外音楽堂）で演奏[10]。
- 1964年5月 - 6月、日本のうたごえ合唱団ソ連ツアー公演に参加。連邦各地で23回の公演を開催[11]。
- 1967年7月17日、「日本共産党創立45周年を祝う記念の夕べ」（東京都体育館）で、杉本信夫 作曲「われらその道を行く」（日本共産党創立45周年記念作品・入選作）を演奏[12]。
- 1969年12月10日、歌劇「沖縄」全幕初演（渋谷公会堂）に参加[13]。
- 1970年4月14日、「日本共産党機関紙『赤旗』創刊7000号記念 春の音楽祭」（東京都体育館）で、歌劇「沖縄」を抜粋演奏[14]。
- 1970年4月 - 10月、歌劇「沖縄」第1次全国ツアー公演に参加。
- 1972年3月 - 6月、歌劇「沖縄」第2次全国ツアー公演に参加。
- 1972年7月12日、相馬公信 作曲「ひとすじの道」（日本共産党創立50周年記念作品・入選曲）の演奏をレコード録音（世田谷区民会館）[15]。
- 1972年7月18日、「日本共産党創立50周年祝賀中央集会」（渋谷公会堂）で、相馬公信 作曲「ひとすじの道」を演奏。指揮は関鑑子、伴奏は新日本ポップス・オーケストラ[16]。
- 1973年5月2日、関鑑子、東京都内の病院で死去。
- 1973年5月4日、関鑑子告別式（新宿区・音楽センター）。中央合唱団の渡辺一利団長が弔辞の中で、この日から同団を「関鑑子記念・中央合唱団」と改称すると発表[17]。

### 日本共産党中央委員会制作レコード録音
- 「日本共産党創立45周年記念≪入選歌≫ われらその道を行く」（EP盤 A面 杉本信夫 作・編曲「われらその道を行く」、B面「歌唱指導・われらその道を行く」）井上頼豊指揮、音楽センター・オーケストラ（1967年）
- 「ひとすじの道－日本共産党創立50周年記念『党を主題とする歌』入選曲」（コンパクト盤 A面 相馬公信 作曲「ひとすじの道」・杉本信夫 作曲「われらその道を行く」）守屋博之 指揮、新星日本交響楽団（1972年）

### 中央合唱団機関紙と「うたごえ」の平仮名表記
うたごえ運動では、「うたごえ」と平仮名表記が用いられることが多い。理由は一説によれば、中央合唱団の機関紙「うたごえ」（1949年6月創刊）で、表題に平仮名が用られたためとされる。中央合唱団創立メンバーの一人である清宮正光は、平仮名で命名した経緯を次のように語っている。
| …合唱団の機関紙をつくろうという話になって、私に編集がまかされました。タイトルを「うたごえ」としたのは私の案で、当時「うたごえ」はまだ一般的な呼称になっていない時期ですから、私の仕事の中でいちばん意義のある仕事だったのかもしれません。平仮名にしたのは、当時まだ中学も出られなかったような労働者を広く対象にして運動する目的からです[18]。 |
ただし、中央合唱団機関紙「うたごえ」の創刊後も、運動関係者の書物や論説では「歌声」、「歌ごえ」、「うたごえ」などの表記が自在に用いられ、平仮名がうたごえ運動の組織により公式化された形跡は認められない。顕著な例として、日本のうたごえ実行委員長の関鑑子は、1962年12月の「第10回記念－日本のうたごえ祭典」に際して揮毫した運動スローガンを、「歌こえは平和の力」（ママ）と記している。

## 中央合唱団行動綱領・規約（1951年制定）要点
| （1）行動綱領 中央合唱団は、長い間の封建性と軍国主義の打破と団結の美しい明るい未来の確信を伝えるために歌う。 卑俗な流行歌を駆逐し、闘いの中から民衆をつくりだす。 青年戦線統一のため歌声を拡大し、職場、農村、学校などあらゆる所に歌う集団をつくる。 戦争に反対し、民族の自由、平和、民主・人民政府樹立のために歌う。 （2）規約 名称と所属 この合唱団は、日本民主青年団中央合唱団と称し、本部を東京に置く。日本民主青年団中央執行委員会によって指導される。 目的と事業 この合唱団は、日本民主青年団の活動方針に従い、特に定めた合唱団の行動綱領を実現するため、次の事業を行う。 みんな歌う会、サークルの指導教育 公演活動 合唱団の拡大強化のための活動教育 合唱団活動の普及交流を図るため機関紙を発行 レコード、楽譜等、一切の音楽に関する出版事業 その他、必要な事業 構成 合唱団は、民主青年団の活動方針に従い、特に定めた合唱団の行動綱領・規約に従って積極的に活動するあらゆる青年により構成される。 合唱団は、一定の試験をパスした者、および総会において推薦された者によって構成される。 合唱団の技術指導のために、技術指導責任者および技術指導者を顧問、ならびに嘱託として招聘する。 合唱団の活動を活発にするため、団員中より若干名の公演班員を選び、その採用は団委員会で決定する。 教育機関（6か月）の修了者をもって、団友の組織を構成する。 財政 合唱団の財政は団費、教育費、公演活動収入、指導料および機関紙出版その他の事業収入による。 補則 次の者は合唱団員として認めない。ただし最終決定は団委員会が行う。 （イ）一定の試験にパスした者で、団委員会の認めた基本的な教育を受けなかった者 （ロ）理由なく2ヶ月間、団費、教育費を納入しなかった者 団員は毎月10日までに団費を納める。その額の変更は総会で決定する。 付則 本規約は1951年1月28日より実施する。 本規約の改正は総会において出席者の3分の2以上の承認による[22]。 |

## 「関鑑子記念・中央合唱団」
1973年、関鑑子の死去に際して、中央合唱団の既存団員を受け継ぐ形で「関鑑子記念・中央合唱団」が発足し、引き続き通称として「中央合唱団」を用いている。
しかし、日本のうたごえ実行委員会の「日本のうたごえ全国協議会」への改組（1973年）や、同協議会第7回総会・規約改定による政治運動方針の転換、指導者の変遷などを経た結果、かつての関鑑子指導下の中央合唱団とは活動方針、実体ともに非常に異なるものとなっている。